# 遊☆戯☆王5D's WORLD CHAMPIONSHIP 2011 OVER THE NEXUS
遊☆戯☆王5D's WORLD CHAMPIONSHIP 2011 OVER THE NEXUS（ゆうぎおうファイブディーズ ワールドチャンピオンシップ2011 オーバー・ザ・ネクサス）は、2011年2月24日にコナミデジタルエンタテインメントから発売された遊☆戯☆王ファイブディーズ オフィシャルカードゲームを題材としたゲームソフトである。

## 概要
2011年世界大会公式ソフト。5D'sシリーズとしては3作目にあたると同時に「ＷＯＲＬＤ　ＣＨＡＭＰＩＯＮＳＨＩＰ」シリーズ最終作でもある。前々作・前作同様、アニメ『遊☆戯☆王5D's』がベースの「5D'sストーリー」・フリーデュエル等が楽しめる「ワールドチャンピオンシップ」の2つのモードを収録。通常のデュエル、タッグデュエル、ライディング・デュエルに加え、タッグライディング・デュエルを行うことができる。レギュラーパック「STORM OF RAGNAROK」とデュエルターミナル「オメガの裁き!!」までのカードが歯抜け収録されており、総数は4220枚。ライディング・デュエルのフリー対戦が追加されたため、前作に比べて登場デュエリストが大幅に増えている。だが、その弊害で前作まであった対戦時の対戦相手の表情の変化やソリッドビジョンシステム(召喚カットインは由来通り3Ｄで表示される)等が一部削られ、結果としてデュエル画面が「EX2006」に近くなっている。

新たに「デッキ診断」「次の一手ボタン」「詰めデュエルエディタ」という機能が追加されている。「デッキ診断」は作ったデッキの長所・短所・バランス・テーマなどをブラック・マジシャン・ガールが診断してくれる。「次の一手ボタン」はCPUが次のオススメの一手を教えてくれる。「詰めデュエルエディタ」は「詰めデュエル」を作成し、Wi-Fi通信を使って世界中の人と問題を交換したりすることができる。その他にもデュエルのリプレイ保存機能、カードのプロテクターが追加されている。また、デュエルで勝利すると必ずミニゲームの神経衰弱が始まり、DP獲得等追加のボーナスをもらうことが可能(ミニゲームを強制終了されたりボーナスを没収される罠もある)。D・ホイールレースではレーザーによる攻撃機能が追加された。「2008」から続いていた「ストラクチャーデッキ戦」は廃止され、代わりに「レンタルデッキデュエル戦」が実装された。その名の通りした完成度の高いデッキ同士で戦うレンタル式で、対等なデュエルを楽しめる。ストラクチャーデッキ自体はショップで購入可能となり、パックと同様にストーリーの進行度に応じて新弾が入荷される仕様になっている。
世界大会予選は前年までの実地開催ではなく、ニンテンドーWi-Fiコネクション内にある「大会モード」を使用して3月19日から5月11日まで実施される予定だったが、3月11日に発生した東北地方太平洋沖地震の影響により、日程が4月29日から5月30日までに変更された。また地震の影響で3月11日から4月3日までに配信が予定されていたカードは配信停止になり、後日配信された。

## 5D'sストーリー
アニメ『遊☆戯☆王5D's』のストーリーを再現したモード。ネオ童実野シティとクラッシュタウンを舞台に、様々なデュエリストとデュエルをしていく。アニメの第2部にあたる「WRGP編」と、その最中に挿入された番外編「クラッシュタウン編」を元にしている。今作は前2作に比べて、オリジナルキャラクターのストーリーにおける比重が高い。それに合わせてストーリー自体もオリジナル色が強くなっている。

## 登場人物

### 主人公と仲間たち
主人公
クラッシュタウンで生まれ育った。祖父のクラーゾと共に平和に暮らしていたが、いつかライディング・デュエルの大会で優勝することを夢見続けていた。トオルのお使いでサテライトに買い出しで訪れた際、サテライトを統一した伝説の4人組、チーム・サティスファクションと交流を持つ。D・ホイーラーとしての資質が目覚め始めると、クラーゾの誘いでシティに引っ越し、トオル・ミサキと共にWRGP（ワールド・ライディング・デュエル・グランプリ）に出場し、優勝を目指す。本作ではゲーム開始時に肌の色を変えられるが、前作まで着せられるようになったセキュリティ制服等は本作では登場しない。
ストーリー終盤にて謎の声から白紙のカード３枚を渡され、WRGP決勝戦にて白紙のカードがそれぞれ一時的にシンクロモンスターに変化する。WRGP終了後には再び白紙のカードに戻るが、カードリストに記録されるのでパスワードで入手可能。
トオル
主人公の幼なじみ。主人公と彼の両親は皆D・ホイーラーであり、4人でクラッシュタウンに住み着いたことで共に生まれ育ってきた。大らかな性格で常に前向きな正義漢。主人公同様にD・ホイーラーとして大成したいと思っており、D・ホイールを完成させ、主人公より一足先にシティへ引っ越していく。シティでミサキと知り合い、やがてミサキが主人公を連れてきたことで再会を果たし、この3人でWRGPに出場するためのチームを結成。準々決勝ではチーム・カタストロフの罠にはまり、D・ホイールがパンクするも根性で乗りきり、主人公にバトンを託す。「スクラップ」デッキを使用する。
ミサキ
主人公がシティに進出して間もなく出会った不思議な雰囲気を持つ少女。出会った時点でトオルとも仲間になっていた。へそ出しで青い髪を上で風変わりな包め方をしており、ハート形のペンダントを身に着けている。口数は非常に少ないが、言いたいことはきっちり言ってみせる。毒舌じみた発言をしてトオルを困らせることもあるが、それ以上にとてつもない照れ屋であり、感謝されると「えう…」と言葉を詰まらせて赤面してしまう。WRGPに向けて結成されたチームではメカニック兼D・ホイーラーを務める。「エレキ」デッキを使用する。エンディング後には「ライオンに会いたい」と主人公に懇願してくる。

### クラッシュタウンの住人
ウェスト
主人公やトオルを慕う少年。機械族デッキを使用する。レンタルデッキ戦の第一回戦にて主人公と交戦する。
ニコ
ウェストの姉で、やんちゃなウェストとは対照的にしっかり者。植物族デッキを使用する他、詰めデュエルの出題も行う。レンタルデッキ戦の第二回戦の相手としても登場。
バーバラ
花屋を営んでいる謎めいた女性。ハーピィデッキを使用する。
マルコム
鉱山を独り占めするべく、ラモングループと対立を続けている。X-セイバーデッキを使用する。
ラモン
鉱山を独り占めするべく、マルコムファミリーと対立を続けている。宝玉獣デッキを使用する。
セルジオ
ウェストとニコの父親。マルコムファミリーとラモングループの戦争が始まった際に鉱山に連れ込まれ強制労働を強いられていた。生きる希望を失い、鉱山に連れ込まれた鬼柳を落石から助けて転落してしまうが、それが鬼柳に生き様を見せる決意を持たせることになった。アニメではその後生死不明のままであったが、エンディング後に記憶を失った状態で生存しており、ウェストとニコからのプレゼントであったペンダントを発見して渡すと無事に記憶を取り戻し、見事生還を果たす。機械族を中心としたデッキを使用する。
ロットン
マルコムの弟。ラモンを倒すために修業から帰ってきた。初デュエル時には主人公側が2人でこちら側が1人である代わりに手札が１０枚でスタートという変則デュエルを挑んでくる。フルバーンデッキを使用する。
鬼柳京介（きりゅう きょうすけ）
かつてチーム・サティスファクションのリーダーだった男。しかし遊星達に迷惑をかけたことで生きる希望を失いクラッシュタウンに流れ着き、ラモンの用心棒となっていた。デュエルに敗れたことで、バーバラの罠に嵌った主人公、遊星と共に鉱山に連れ込まれるが、その中で必死に自分を助けてくれたセルジオの姿を見て「自分の生き様」を見せて街を救うべく奮闘する。最後に主人公との共闘でロットンを倒して街を解放、「サティスファクションタウン」と改称した街に残ることを決めた。その後は主人公がかつて暮らしていた家で過ごしている。サティスファクション時代はデーモン、再登場以降はインフェルニティデッキを使用する。

### チーム・5D's
不動遊星（ふどう ゆうせい）
チーム・5D'sのエース。どんな時でも諦めない強い心を持つ。メカニックとしても高い腕前で、サテライトで主人公と出会った際にはトオルが欲しがっていた物よりはるかに高性能なパーツを自作してみせた。主人公がシティに進出したことで再会し、お互いにWRGP優勝を目指す。シンクロ召喚を主軸としたウォリアーデッキを使用する。
ジャック・アトラス
遊星のライバル。一本気で高圧的ながらも正義感は強く、自分のD・ホイールを盗んだシドにも全力で立ち向かっていった。パワーを重視したドラゴンデッキを使用する。決勝戦にて「我が魂(スカーレッド・ノヴァ・ドラゴン)はお前(主人公)の場に置いて来た」と助言するが、実際は対戦相手のフィールドに置かれている。
クロウ・ホーガン
遊星のライバル。サテライトでリリを連れてきた主人公を誘拐犯と勘違いしたことが初めての出会いだった。シティ進出後はD・ホイーラー仲間として親しく接してくれる。BF（ブラックフェザー）デッキを使用する。
十六夜アキ（いざよい あき）
遊星の仲間で、つい最近D・ホイーラーになったばかり。スピードに魅せられ、ライディング・デュエルに挑む。植物族デッキを使用する。
龍亞（るあ）
遊星を慕う少年。デュエル・アカデミア小等部所属。デュエルが大好きで陽気な少年。D（ディフォーマー）デッキを使用する。
龍可（るか）
龍亞の双子の妹。龍亞とは対照的に真面目な性格。シモッチバーンデッキを使用する。
ブルーノ
メカニックを務める記憶喪失の青年。とても明るい性格で、機械いじりが大好き。アニメからの設定の変更については後述。

### イリアステルの三皇帝
「未来を変える」ことを目標に「サーキット」を完成させネオ童実野シティを消滅させようと企む。チーム・5D'sと対決すべく歴史を改ざんし、チーム・ニューワールドとしてWRGPに参戦してくる。全員が機械の体を持つ。アニメでは最終的に3人が合体した真の姿「アポリア」として戦いを挑んできたが、今作では合体することはない。
プラシド
「機皇帝ワイゼル∞」を使う青年。高圧的かつ行動的で、目的達成を早めるためにゴーストを送り込み、いち早くシティを消滅させようと目論む。自身をD・ホイールと合体させてライディング・デュエルを行う。主人公に一度敗北して以来、主人公を倒すことに執着する。WRGPでは一番手を務め、遊星とジャックを圧倒した上でスカーレッド・ノヴァ・ドラゴンの吸収に成功している。自壊効果を持つモンスターを多用しエースであるワイゼル∞の召喚を狙うデッキを使用する。
ルチアーノ
「機皇帝スキエル∞」を使う少年。口が悪く、奇妙な笑い声を上げる。デュエルディスクとスケートボードを一体化させたデュエルボードでライディング・デュエルを行う。プラシドと同じく自壊効果を持つカードと戦闘耐性を持つモンスターを入れたデッキを使用する。
ホセ
「機皇帝グランエル∞」を使う、三皇帝のリーダーで実質的ラスボス。目的達成のために冷酷かつ手段を選ばない。プラシド同様自身をD・ホイールと合体させてライディング・デュエルを行う。他の2人同様自壊効果を持つモンスターに加えグランエル∞の効果を生かすためのライフ回復カードを搭載しさらにワイゼル∞とスキエル∞も投入したデッキを操る。

### その他の登場人物
ゴースト
イリアステルが送り込んだライディング・ロイドの軍団。プラシドはディアブロと呼ぶ。大量A（アーリー）・ボムを使って各地のD・ホイーラーを襲撃する。デュエルの際はA・O・J（アーリー・オブ・ジャスティス）と機皇帝ワイゼルを中心としたデッキを使用する。なお、ゲームクリア後に1体だけ生き延びたゴーストが現れる。
偽ジャック
体に黒みがかかったジャック。主人公を見つけるや否や、強引にデュエルを仕掛けてくる。このジャックもまた、イリアステルが実験のため送り込んだライディング・ロイドの一種だった。アニメ版とは違い完全には破壊されず、エンディング後、ある人物の依頼で修理されることとなる。ジャックの物に近いドラゴン族を中心としたシンクロデッキを使用する。
謎のD・ホイーラー
D・ホイールで練習走行を続けていた主人公の元に突如現れた女性。サングラスをかけており素性は不明。先端が異様に長いD・ホイール「オメガホーク」に搭乗する。主人公に対し、「スピードの限界を超え、シンクロ召喚を進化させる必要がある」と言い残し去って行った。
その正体はミサキであり、主人公がゴースト撃破のため公道に赴くと同時に自分の容姿を一瞬にして変化させ、ゴースト軍団に苦しめられる主人公をサポートした。結局最後まで主人公に正体を明かすことはなかったが、三皇帝を撃破しWRGP優勝を果たした主人公にそれまで見せなかった笑顔と共に「いい未来をありがとう」と言い残したことから、彼女も未来から来た可能性がある。
アニメではブルーノが謎のD・ホイーラー=アンチノミーであり、三皇帝=アポリアと共に歴史を変えるべく未来から送り込まれた刺客だった。今作ではその設定が根本から変更されており、謎のD・ホイーラーとしての性別も男性から女性に変更されている。また、この設定変更の影響で、ブルーノは最後まで記憶を取り戻すことはない。
トルンカ
エンディング後に出現する魔法使いの精霊。元々は老人だが、マイナスの呪いが解けていないため子供の姿である。口調は老人的だがおっちょこちょいな一面もある。各地に残るデュエリストの残留思念をパソコンに反映させ、デュエルシミュレーターとして出現させた。エンディミオンデッキを使用。デュエルに勝利するごとに、主人公の顔を整形させるかどうか選択でき、整形を望むとランダムに顔が変化する。
レグルス
トルンカと共に精霊界で過ごす獅子の精霊。彼もまた人語を話せる。光属性デッキを使用。
シェリー・ルブラン
女性D・ホイーラーで「チーム・シェリー」のリーダー。イリアステルの陰謀を掴む為にWRGPに参加する。戦士族デッキを使用する。アニメでは異世界へ飛ばされて行方不明となり、チーム・ニューワールドが代わりに出場する事になったが、本作では異世界飛ばされておらず正式にWRGPに参加する。
ミゾグチ
シェリーに仕える執事で「チーム・シェリー」のメンバー。WRGPでは先発として先陣を切り遊星を圧倒した。シェリー同様戦士族デッキを使用する。
ボマー
エンディング後に出現するＤ・ホイーラー。前作ではダークシグナーの一人だった。漫画版をベースにしたデッキを使用する。
カズヒロ
ダイモンエリアにいる青年。前作に登場したちひろの兄で、話し掛けるとスターチップとアイテムを交換してくれる。シンクロ召喚を主軸としたデッキを使用。

## 登場モンスター
本作ではライディングデュエルやタッグライディングデュエルのデュエリストとして登場した。またストーリーモードのデュエリストと同じく勝利すると神経衰弱でカードが貰える様になった。

### シングルデュエリスト
ガスタの巫女　ウィンダ
ガスタデッキを使用する。切り札は「ダイガスタ・イグルス」。
リチュア・エリアル
リチュアデッキを使用する。切り札は「イビリチュア・ソウルオーガ」一人称は「僕」。

### タッグデュエリスト
星見獣ガリス&速攻のかかし
それぞれモンスターを多めに採用したデッキを使用する。
シューティング・スター・ドラゴン＆フォーミュラ・シンクロン
一方はシンクロ召喚をサポートするデッキで、もう一方はシューティング・スター・ドラゴンの効果を活かす為にチューナーで統一されたデッキを使用する。

### ライディングデュエリスト
ドラゴン・ライダー
コントロール奪取を用いてシンクロ召喚に繋げるデッキを使用する。

### タッグライディングデュエリスト
物資調達員＆E・HERO フレイム・ウィングマン
融合召喚を主体としたデッキを使用する。

## 同梱カード
- 死の花-ネクロ・フルール
- 時花の魔女-フルール・ド・ソルシエール
- Z-ONE

### 攻略本付属カード
- ブルーローズ・ドラゴン

それぞれアキとシェリーが使用するカードである。

## Wi-Fiダウンロード

### デュエリストイメージ
| 配信月     | デュエリスト名                         | デッキ名            | レーティング |
| ---------- | -------------------------------------- | ------------------- | ------------ |
| 2011年3月  | デュエ・ルア                           | Morphtronic         | 1400         |
| 2011年3月  | 真六武衆-キザン                        | Six Samurai         | 1500         |
| 2011年4月  | デュエ・ルカ                           | Bad Reaction        | 1450         |
| 2011年4月  | フェニキシアン・クラスター・アマリリス | Amaryllis           | 1450         |
| 2011年5月  | カーリーなのさ                         | Fortune Lady        | 1400         |
| 2011年5月  | ファントム・オブ・カオス               | Chaos               | 1450         |
| 2011年6月  | キング・ジャアク                       | Dragon Ravine       | 1450         |
| 2011年6月  | バトルフェーダー                       | Final Countdown     | 1400         |
| 2011年7月  | ジャンボ牛尾                           | Dark Worm           | 1450         |
| 2011年7月  | マシュマロン                           | Marshmallon         | 1450         |
| 2011年8月  | 千丈目                                 | Dragon Ravine 2     | 1500         |
| 2011年8月  | 死霊騎士デスカリバー・ナイト           | Doomcaliber         | 1450         |
| 2011年9月  | シロノス                               | Ancient Gear        | 1500         |
| 2011年9月  | インヴェルズ・モース                   | Steelswarm          | 1450         |
| 2011年10月 | カイザー海馬                           | Blue-Eyes           | 1500         |
| 2011年10月 | 死霊ゾーマ                             | Zoma the Spirit     | 1400         |
| 2011年10月 | Yam（世界大会1位）                     | Champion's Deck     | 1200         |
| 2011年10月 | R a g n a r o k（世界大会2位）         | 2nd Place Deck      | 1100         |
| 2011年10月 | EDUARD（世界大会3位）                  | 3rd Place Deck      | 1000         |
| 2011年11月 | 流星                                   | Synchron            | 1500         |
| 2011年11月 | インフェルニティ・デーモン             | Infernity           | 1450         |
| 2011年12月 | ブラックフェザー・ドラゴン             | Black-Winged        | 1500         |
| 2011年12月 | 極戦機王ヴァルバロイド                 | Ultimate Machine    | 1450         |
| 2012年1月  | 機皇帝ワイゼル∞                        | Meklord Emperor     | 1500         |
| 2012年1月  | ライトニング・トライコーン             | Horn of the Beast   | 1500         |
| 2012年2月  | 覇魔導士アーカナイト・マジシャン       | Supreme Arcanite    | 1500         |
| 2012年2月  | 極神聖帝オーディン                     | Father of the Aesir | 1500         |

### 禁止・制限カードリスト
- 2011年3月リスト
- 世界大会リスト
- 2011年9月リスト
- 2012年3月リスト

### ダウンロード限定カード
- オベリスクの巨神兵（5/24）
- オシリスの天空竜（6/30）
- ラーの翼神竜（7/31）